# The Villages, Florida
The Villages är en ort (CDP) i Marion County, och  Sumter County, i delstaten Florida, USA. Enligt United States Census Bureau har orten en folkmängd på 51 442 invånare (2010) och en landarea på 79,8 km².